# Tebua Tarawa (Gilbertinseln)
Tebua Tarawa ist eine versunkene Insel, die zum Atoll Tarawa der Gilbertinseln in der Republik Kiribati gehört.
Tebua Tarawa war ein Motu des Atolls, das früher von Fischern als Landeplatz genutzt wurde. Es versank jedoch 1999 im Meer, ähnlich wie Abanuea in den Jahren davor.